# Ebenfurth
Ebenfurth è un comune austriaco di 3 045 abitanti nel distretto di Wiener Neustadt-Land, in Bassa Austria; ha lo status di città (Stadtgemeinde).

## Monumenti e luoghi d'interesse
- Castello di Ebenfurth